# Gymnasium Füssen
Das Gymnasium Füssen ist ein staatliches Gymnasium in der bayerisch-schwäbischen Stadt Füssen.

## Geschichte
Seitdem im Zuge der Aufhebung des Klosters St. Mang 1803 das Stiftsgymnasium geschlossen worden war, hatte es in Füssen keine höhere Schule mehr gegeben. 1921 wurde dann auf Betreiben des Bürgermeisters Adolf Moser eine „Realschule mit Latein“ gegründet, die im ehemaligen Hotel Bayerischer Hof untergebracht wurde. Träger war zunächst ein privater Verein, ab 1923 die Stadt Füssen. Die Gründung der Schule war aus finanziellen Gründen politisch stark umstritten, was 1933 in einem Stadtratsbeschluss zur Auflösung der Schule eskalierte. Die Schließung konnte verhindert werden, indem der private Verein vorübergehend wieder die Finanzierung übernahm und die Lehrer auf einen Teil ihres Gehalts verzichteten. 1944/1945 wurde eine siebte Klasse eingerichtet, wodurch die allgemeine Hochschulreife erlangt werden konnte.
Bis 1946 blieb die Schule die einzige höhere Schule im Ostallgäu. Nach dem Ende des Zweiten Weltkriegs wurde sie in Oberrealschule umbenannt. 1948 legten die ersten Schüler ihre Reifeprüfung ab. 1958 wurde der Freistaat Bayern Träger der Schule. 1959/1960 zog sie in das umgebaute Gebäude der ehemaligen Knabenschule am Schulhausplatz um, später in das neu gebaute Schulzentrum am Bergerfeld. 1967 wurde die Bezeichnung der Schule in mathematisch-naturwissenschaftliches Gymnasium mit realgymnasialem Zweig geändert.

## Standort und Architektur
Die Schule befindet sich zusammen mit der Grundschule Füssen-Schwangau, der Anton-Sturm-Mittelschule und der Berufsschule Füssen auf dem Gelände des Schulzentrums Füssen westlich der Augsburger Straße im Norden der Stadt. In unmittelbarer Nähe des Schulzentrums befinden sich das Sonderpädagogische Förderzentrum Erich-Kästner-Schule und die Montessori-Grundschule Füssen. Das Gymnasium besteht aus einem Hauptgebäude mit Verwaltungstrakt und sechs Klassenzimmertrakten, einem Turnhallengebäude und einem Mensagebäude.

## Schulprofil
Das Gymnasium bietet einen naturwissenschaftlich-technologischen Zweig und einen wirtschaftswissenschaftlichen Zweig. Als Fremdsprachen werden Englisch, Französisch, Latein und Spanisch unterrichtet. Es besteht die Möglichkeit des Erwerbs der Sprachzertifikate Cambridge Advanced English und Diplôme d’Etudes en langue française sowie des Europäischen Computerführerscheins.

## Außerschulische Angebote
Die Schule hat einen Unterstufenchor, einen Oberstufenchor, ein Orchester, eine Big Band und eine Theatergruppe. Zu den regelmäßig stattfindenden Schülerfahrten gehört eine Englandfahrt nach Ramsgate mit Unterbringung in Gastfamilien und ein Frankreich-Austausch mit Combourg.  Es besteht eine Partnerschaft mit drei Slumschulen in Dhaka  in Bangladesch, für die in regelmäßigen Veranstaltungen Spenden gesammelt werden.

## Ehemalige

### Lehrer
- Hildebrand Dussler (1893–1979), Benediktiner und Heimatforscher (Schulleiter von 1947 bis 1949)[14]
- Jörg Modlmayr (1905–1963), Heimatdichter (Lehrer von 1934 bis 1963)[15]
- Gottfried Andreas Herrmann (1907–2002), Maler (Lehrer bis 1969)[16]
- Rudibert Ettelt (1931–2005), Heimatforscher (Lehrer von 1959 bis 1974)[17]
- Thaddäus Steiner (1933–2017), Flurnamenforscher (Lehrer von 1958 bis 1963)[18]

### Schüler
- Erwin Hipp (1928–2012), Orthopäde und Hochschullehrer (Abitur 1948)[19]
- Richard Bletschacher (* 1936), Dramaturg und Autor (gewechselt an das Gymnasium Hohenschwangau)[20]
- Hans Helmut Hiebel (* 1941),  Germanist und Hochschullehrer (Abitur 1961)[21]
- Gerhard Köpf (* 1948), Literaturwissenschaftler und Schriftsteller (Abitur 1968)[22]
- Hans Schweiger (* 1949), Tierfilmer[4]
- Julius Berger (* 1954), Cellist[4]
- Irene Epple (* 1957), Skirennläuferin[4]
- Maria Epple  (* 1959), Skirennläuferin[4]
- Georg Holzmann (* 1961), Eishockeyspieler und -trainer[4]
- Fuat Oduncu (* 1970), Mediziner und Hochschullehrer (Abitur 1989)[23]
- Andreas Kaufmann (* 1981), Politiker (Abitur 2000)[24]
- Felix Petermann (* 1984), Eishockeyspieler[4]